# Maximinus I Thrax

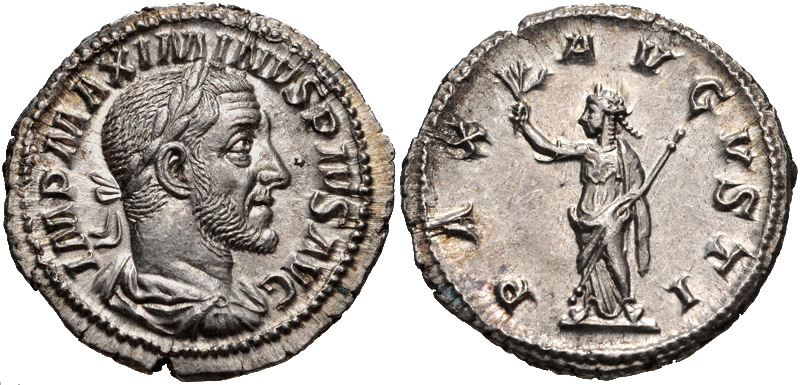
Denarius uit 236 met Pax, het zinnebeeld voor vrede, op de keerzijde

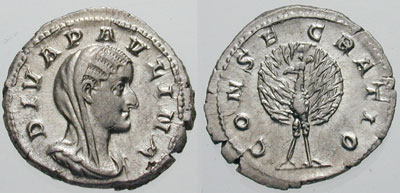
Keizerin Paulina, echtgenote van Maximinus Thrax

Maximinus I, gewoonlijk Maximinus Thrax genoemd, hetgeen Maximinus de Thraciër betekent, (ca. 173-238) was keizer van het Romeinse Rijk van 235 tot lente 238, aan het begin van de crisis van de derde eeuw. Maximinus is overigens zelf nooit in Rome geweest. Hij was de eerste van de zogenaamde soldatenkeizers, die niet uit een aanzienlijke familie stamden en door het leger op de troon werden gezet.

## Achtergrond
Zijn volledige naam was Gaius Julius Verus Maximinus. Hij werd geboren in een eenvoudige Thracische veehoedersfamilie. Als jongeman meldde hij zich aan als soldaat bij het Romeinse leger onder Septimius Severus en maakte snel promotie.
Hij staat bekend als een reus van een man met legendarische kracht. Septimius Severus was zo onder de indruk van zijn prestaties als worstelaar in Thracië, dat hij hem benoemde tot zijn persoonlijke lijfwacht. Caracalla maakte hem centurio. Maximinus verliet het leger na de moord op Caracalla en kwam pas terug onder Severus Alexander, die hem tot hoge officiersposities promoveerde.

## Keizer
Maximinus werd door keizer Severus Alexander tot eerste commandant benoemd van het nieuwgevormde legioen Legio IV Italica in 231. Deze strijdmacht verbleef samen met het legioen Legio XXII Primigenia in Mogontiacum, het huidige Mainz, waar Severus Alexander probeerde oorlog met de Alemannen te vermijden door hen veel geld te geven. De soldaten waren verontwaardigd en vermoordden de keizer samen met diens moeder. Hun generaal Maximinus werd tot keizer uitgeroepen. Nadat hij zijn macht had weten te consolideren benoemde hij zijn zoon Maximus tot caesar ofwel onderkeizer. Zijn rond 235-236 overleden vrouw Caecilia Paulina werd vergoddelijkt: op munten heet zij 'Diva Paulina', een toevoeging die alleen bij tot god uitgeroepen overledenen werd gebruikt.
Maximinus haatte de adel en liet velen van hen vermoorden, ook degenen die hem vroeger welgezind waren geweest, en de raadgevers van Severus Alexander. Er werden verschillende samenzweringen tegen hem ontdekt, onder andere door een groep soldaten die een brug vernielden, waardoor Maximinus alleen achterbleef op een vijandelijke oever. De keizer wist echter te overleven en nam wraak op de samenzweerders.
Onder deze keizer begon de Crisis van de derde eeuw, die een halve eeuw zou duren en bijna een eind maakte aan het Romeinse rijk. Daarvoor zijn drie oorzaken aan te wijzen: de invallen van buitenaf, de burgeroorlogen en de economische ineenstorting, die mede het gevolg was van de doorgaans als heersers incompetente generaals die op de troon werden gezet door het grillige geweld van ontevreden soldaten. Maximinus had geen notie van regeren, alleen van oorlog voeren.
Hij boekte aanzienlijke militaire successen tegen de Alemannen in Germanië en tegen de Daciërs en Sarmaten langs de Donau, en maakte zich nog meer geliefd onder zijn soldaten omdat hij de soldij verdubbelde. Om dat te kunnen bekostigen werden de belastingen drastisch verhoogd, en na vele protesten besloot de Romeinse senaat hem in de lente van 238 formeel af te zetten en hem tot staatsvijand te verklaren. Er braken opstanden uit en de senaat steunde de opstand die in Africa werd geleid door de bejaarde gouverneur van die provincie, Gordianus Sempronianus. Onder de naam Gordianus I zou hij gedurende één maand gelden als keizer van het Romeinse rijk, samen met zijn zoon Gordianus II.

## Einde
Toen de opstand na enkele weken mislukte en Gordianus II was gesneuveld, pleegde Gordianus I zelfmoord. De senaat benoemde de bejaarde oud-consuls Pupienus en Balbinus tot keizers om Italië te besturen en tegen de afgezette keizer te verdedigen. Omdat het Romeinse volk er niet mee akkoord ging dat twee patriciërs tot keizer werden benoemd, bepaalde de Senaat dat de jeugdige kleinzoon van Gordianus I, Marcus Antonius Gordianus, caesar moest worden.
Toen het nieuws dat de senaat Maximinus had afgezet, hem bereikte, trok hij vanuit Sirmium (in het huidige Servië) naar Rome om de hoofdstad te onderwerpen. Bij Aquileia in Noord-Italië werd hij echter onverwacht tegengehouden. Het beleg van Aquileia verliep moeizaam, het leger leed honger en dorst, en kwam in opstand tegen zijn aanvoerder. Uiteindelijk werden Maximinus, zijn zoon en zijn belangrijkste raadsmannen vermoord door soldaten van het legioen II Parthica, in april 238. Het bericht van zijn dood werd in Rome met grote opluchting ontvangen.
Het jaar 238, waarin dit alles gebeurde, is bekend als het Zeskeizerjaar: Maximinus werd omgebracht, Gordianus II sneuvelde, Gordianus I pleegde zelfmoord; Balbinus en Pupienus werden na drie maanden vermoord door de pretoriaanse garde, en Gordianus III volgde hen op als alleenheerser van het Romeinse rijk, dertien jaar oud.